# Los Sims: más vivos que nunca
Los Sims Más Vivos que Nunca es la primera expansión que salió para PC de Los Sims.
Los Sims Más Vivos que Nunca añade nuevos personajes y nuevos objetos.

## Novedades

### Personajes
- Papá Noel:

Si un Sim prepara galletas y las coloca cerca del Árbol de Navidad y de una chimenea, cabe la posibilidad de que Papá Noel visite la casa, con la condición de que todos los Sims allí estén dormidos. Si lo están, Papa Noel se comerá las galletas y dejará un regalo para cada miembro de la familia.
- Sunny, el payaso trágico:

Sunny visitará las casas donde haya Sims desanimados y que además tengan un cuadro de "Payaso llorando" en algún lugar del solar. El payaso intentará animarte, pero lo que hará es empeorar las cosas, molestándote o haciendo trucos malos. Hay varias formas de echarlo de tu casa, sea bien quitando el cuadro, animándote o llamando al Cazador de Payasos (es la mejor opción).
- La Parca:

Si tu Sim ha muerto, aún queda la última opción: negociar con la muerte. Para negociar con ella, deberás tener una buena relación con ese Sim, y ganar un juego de "Piedra, papel o tijeras". Si La Parca gana, el Sim morirá igualmente, si el Sim gana, el Sim que iba a morir, resucitará de nuevo. Si hay un empate, el Sim resucitará, pero convertido en un Zombi. El Zombi tendrá un color verde azulado, y una personalidad distinta; pero podrá andar y correr como lo hace un Sim.
- Servo:

Servo es un robot mayordomo, el cual aparecerá si compras su "casita" por 15.000 §. Él hará por ti las cosas de la casa (regar, hacer la comida, limpiar, etc.). Cuando termine, volverá a su casita. Para volver a llamarlo, deberás accionarlo desde allí. Este aparejo es curioso, ya que actúa tal cual como un Sim: tararea canciones, charla con los invitados, e incluso se lava las manos después de hacer tareas como limpiar el WC.
- La Policía:

Si usas mucho el juego Bajobrebajo vendrá un policía y te hará una multa de 500§, aunque eso también se puede evitar

### Construcción y amueblado
En total añade 125 nuevos artículos, entre ellos un laboratorio para crear pociones y experimentar sus efectos, una bola de cristal para ganar o perder puntos de personalidad, una guitarra eléctrica, un muñeco vudú, una lámpara mágica, un árbol de Navidad con regalos, etc.
En el apartado de ropas, se añaden nuevos vestidos y cabezas.

### Opciones
- Añade nuevos empleos. Ahora los Sims pueden ser periodistas, músicos, hackers o mentalistas. También podrán tener un empleo que es dedicado al mundo de la vagancia, y otro, dedicado al mundo de los negocios.
- Suma 4 nuevos barrios, un total de 50 solares donde vivir.

- Datos: Q1764439
- Multimedia: The Sims / Q1764439